# Carolina Carvalho
Ana Carolina Carvalho dos Santos (Lisboa, 3 de dezembro de 1994) é uma atriz portuguesa de televisão, teatro e cinema.
Carolina é capa de várias revistas e marcas, mas é na televisão que dedica mais tempo da sua vida profissional.
Considerada uma aposta segura da representação nacional, a atriz é representada pela agência Naughty Boys e soma vários papéis como protagonista. 
Atualmente, é embaixadora mundial da marca Tezenis.
Em 27 de janeiro de 2023, foi mãe de um menino, fruto da sua relação com David Carreira.

## Biografia
Carolina Carvalho começou por frequentar um curso anual para atores dirigido por John Frey, no Studio for Actors, em 2015.
Foi no teatro que iniciou a carreira, em 2016, com a peça "Uma Noite de Cenas", que esteve em exibição no Teatro do Bairro. Nesse mesmo ano, a atriz estreou-se em televisão com a novela Rainha das Flores da SIC, onde desempenhou o papel de Elisa e em Amor Maior com a personagem Joana, também na SIC.
O ano de 2017 foi um ano de mudanças para a atriz, pois além de ter mudado o registo com a personagem "Nina" na série Sim, Chef! da RTP1, Carolina embarcou numa viagem para fora do país. O destino foi o Brasil, onde viveu e estudou na Escola de Atores Wolf Maya, no Rio de Janeiro, e onde fez uma formação de interpretação para cinema com o realizador Sérgio Penna. 
De volta a Portugal, em 2018, Carolina regressa à ficção nacional com a personagem Mariana em Vidas Opostas, na SIC. 
No ano seguinte, em 2019 a atriz dá vida à personagem Jéssica Toledo na série da SIC, Golpe de Sorte. Além disso, regressa ao teatro com a peça "Doença da Juventude" de Ferdinand Butcher, na qual interpretou o papel de Maria.
Em 2020, volta a interpretar a personagem Jéssica na nova temporada de Golpe de Sorte e estreia-se no grande ecrã com a personagem Lena Coelho no filme Bem Bom, da mítica girls band "As Doce". Ainda no mesmo ano, protagoniza o seu primeiro projeto, em A Generala, uma série da plataforma OPTO da SIC.
Em 2021, antagoniza a novela Serra, da SIC, no papel de Mariana Pereira Espinho.

## Filmografia

### Televisão
| Ano         | Projeto                           | Papel                                   | Notas                                          | Canal |
| ----------- | --------------------------------- | --------------------------------------- | ---------------------------------------------- | ----- |
| 2016 - 2017 | Rainha das Flores                 | Elisa                                   | Elenco Adicional                               | SIC   |
| 2016 - 2017 | Amor Maior                        | Joana Trigo                             | Elenco Adicional                               | SIC   |
| 2018 - 2019 | Vidas Opostas                     | Mariana Dias                            | Elenco Principal                               | SIC   |
| 2019 - 2020 | Golpe de Sorte                    | Jéssica Toledo                          | Co-Antagonista (T1,T2) Co-Protagonista (T3,T4) | SIC   |
| 2019        | Golpe de Sorte: Um Conto de Natal | Jéssica Toledo                          | Elenco Principal                               | SIC   |
| 2020        | A Generala                        | Maria Luísa Paiva Monteiro              | Protagonista (OPTO)                            | SIC   |
| 2020        | A Generala                        | Otávio Paiva Monteiro                   | Protagonista (OPTO)                            | SIC   |
| 2021 - 2022 | A Serra                           | Mariana Pereira Espinho                 | Antagonista                                    | SIC   |
| 2021        | Estamos em Casa                   | Ela própria                             | Apresentadora                                  | SIC   |
| 2021        | A Rainha e a Bastarda             | Beatriz de Castela                      | Elenco Principal                               | RTP1  |
| 2021        | Doce                              | Lena Coelho                             | Co-Protagonista                                | RTP1  |
| 2022        | Da Mood                           | Tatiana Ramalho                         | Protagonista                                   | RTP1  |
| 2022        | Pôr do Sol                        | Jéssica                                 | Elenco Principal                               | RTP1  |
| 2023        | Marco Paulo                       | Júlia Lemos                             | Elenco Principal                               | SIC   |
| 2023 - 2024 | Papel Principal                   | Aurora Guerra                           | Protagonista                                   | SIC   |
| 2023        | A Casa da Aurora                  | Aurora Guerra, no papel de Aurora Silva | Protagonista                                   | SIC   |
| 2025        | O Clube (6.ª temporada)           | Beatriz Leão Garay                      | Protagonista (OPTO)                            | SIC   |
| 2025        | O Clube (7.ª temporada)           | Beatriz Leão Garay                      | Protagonista (OPTO)                            | SIC   |
| 2025        | Favàritx                          | Inspetora Diana Silva                   | Protagonista                                   | RTP1  |
| 2025        | Faro                              | Helena Ramos                            | Protagonista                                   | RTP1  |

### Cinema
| Ano  | Título  | Personagem  | Ref. |
| ---- | ------- | ----------- | ---- |
| 2020 | Bem Bom | Lena Coelho |      |

### Teatro
- 2016 - “Uma Noite de Cenas” - Teatro do Bairro[4]
- 2019 - “Doença da Juventude” de Ferdinand Brucner – personagem Maria- Teatro Aberto[4]

## Prémios
Troféus de Televisão TV 7 Dias/Impala
| Ano  | Categoria             | Resultado |
| 2021 | Séries - Melhor Atriz | Venceu    |